# Вентилятор

Подвійний вал двигуна вентилятора віконного кондиціонера.

Вентиля́тор, пропонувалися також назви вахля́р, вітрогі́н — обертальна лопаткова машина, що збільшує питому енергію повітря або інших газів, викликає безперервний їх потік при відносному максимальному стисненні, що не перевершує 1,3.

## Загальний опис
У промисловості застосовують, зокрема, для провітрювання приміщень, підтримання (створення) рудникової (шахтної) атмосфери, очищення повітря в приміщеннях та на шахтах і застійних зонах кар'єрів, для створення штучної тяги в топках котлів, для створення потоку газу (повітря) в технологічних апаратах, пневмотранспортних установках тощо. Основні виробники промислових вентиляторів: Systemair, Salda, Soler & Palau, Östberg, Dospel, Dantherm, Vents, Вентиляторний завод «Горизонт» та ін.

## Типи вентиляторів
Існує три основні види вентиляторів, які використовуються для переміщення повітря: осьові, відцентрові (радіальні) і діаметральні (тангенціальні). Вентилятори осьової течії мають лопатки, які примушують повітря переміщатися паралельно осі, навколо якої вони обертаються. Вентилятори, які дують повітря через вісь вентилятора, лінійно, отримали назву осьових. Це найпростіший у використанні вид вентилятора, діапазон його застосування дуже широкий і простягається від малих вентиляторів охолоджування для електроніки до гігантських вентиляторів, що використовуються в повітряних тунелях. Відцентровий вентилятор має компонент (під назвою ротор), який складається з центральної осі, навколо якої встановлені лопатки спіральної форми, що рухається. Відцентровий вентилятор переміщає повітря під прямим кутом до вхідного перетину вентилятора, обертаючись, повітря рухається назовні до виходу. Ротор, обертаючись, примушує повітря входити у вентилятор біля осі і рухатися перпендикулярно від осі до виходу у відведення, виконане у вигляді спірального кожуха. Відцентровий вентилятор виробляє більший тиск для даного повітряного об'єму і використовується в різних промислових цілях. Вони звичайно шумніші, ніж порівняльні осьові вентилятори. Вентилятор діаметральної течії має ротор типу «біляча клітка» (ротор порожній у центрі, і лопатки осьового вентилятора вздовж периферії). У тангенціальних вентиляторах повітря поступає вздовж периферії ротора і рухається до виходу подібно тому, як це відбувається у відцентровому вентиляторі. Діаметральні вентилятори виробляють рівномірний повітряний потік уздовж усієї ширини вентилятора і безшумні при роботі. Вони порівняно громіздкі, і повітряний тиск низький. Вентилятори діагональної течії часто використовуються для охолоджування в ксероксах. При роботі вентилятора або повітродувки створюється підвищення тиску вище за атмосферний, це є основою нагнітальної вентиляції.
Привід вентиляторів звичайно електричний. Електричні вентилятори, загалом, складаються з набору лопаток, що обертаються, і які розміщені в захисному корпусі, що дозволяє повітрю проходити через нього. Леза обертаються електродвигуном, для великих індустріальних вентиляторів використовуються 3-фазні асинхронні двигуни. Менші вентилятори часто приводяться в дію засобами електродвигуна змінного струму з екранованим полюсом, або щітковими чи безщітковими двигунами постійного струму. Вентилятори з приводом від двигунів змінного струму звичайно використовують напругу електромережі. Вентилятори з приводом від двигуна постійного струму використовують низьку напругу, звичайно 24V, 12V або 5V. У вентиляторах охолоджування для комп'ютерного устаткування використовують винятково безщіткові двигуни постійного струму використання, які проводять набагато менше електромагнітних перешкод при роботі. У машинах, які вже мають двигун, вентилятор часто з'єднується безпосередньо з ним. Це можна бачити в автомобілях, у великих системах охолоджування і віяльних машинах.
Турбовентилятор — відцентровий або осьовий вентилятор, що його приводить у рух турбіна.
Настільні вентилятори.
Основними елементами типового настільного вентилятора є лопатка вентилятора, підстава, каркас і електропровід, двигун, захисний пристрій лопаток, корпус двигуна, коробка передач осцилятора, і вісь осцилятора. Осцилятор — це механізм, який здійснює переміщення вентилятора з одного боку в інший. Вісь виходить на обидві сторони двигуна, один кінець осі прикріпляється до лопаток, а інший — до коробки передач осцилятора. Корпус двигуна, приєднаний до коробки передач, містить у собі ротор і статор. Вал осцилятора об'єднує навантажену основу і коробку передач. Корпус двигуна покриває механізм осцилятора. Для безпеки захисний пристрій лопаток приєднується до корпуса двигуна.
Електромеханічні вентилятори оцінюються відповідно до їхнього стану, розміру, зросту, і кількості лопаток. Самими загальними є вентилятори з чотирма лопатками. Конструкції з п'ятьма або шістьма лопатками зустрічаються рідко. Бажано, щоб матеріалом, із якого виготовляються компоненти вентилятора, була латунь.
Вентилятори з живленням сонячними батареями.
Електричні вентилятори, що використовуються для вентиляції, можуть заживлюватися від сонячних панелей замість живлення від електромережі. Це привабливий варіант, тому що одноразові капітальні витрати на сонячну панель будуть покриті безкоштовно отриманою електрикою. На додаток, електрика завжди доступна, коли сонце сяє і вентилятор може рухатися.
Типовий приклад — використовували 10 ват, сонячна панель 12x12 дюйма забезпечується відповідними кронштейнами, кабелями і з'єднувачами. Це може використовуватися, щоб вентилювати площу до 1250 квадратних футів і може перемістити 800 кубічних футів на хвилину. Через широку придатність 12 V безщіткових електродвигунів постійного струму і вигідної електропроводки такої низької напруги, такі вентилятори звичайно працюють із напругою 12 вольт.
Окрема сонячна панель зазвичай установлена в точці, яка одержує більшість сонячного світла, а потім з'єднується з вентилятором, розташованим на відстані 20-25 футів. Інші стаціонарні і малі мобільні вентилятори оснащені інтегрованою сонячною панеллю.
Стельові вентилятори

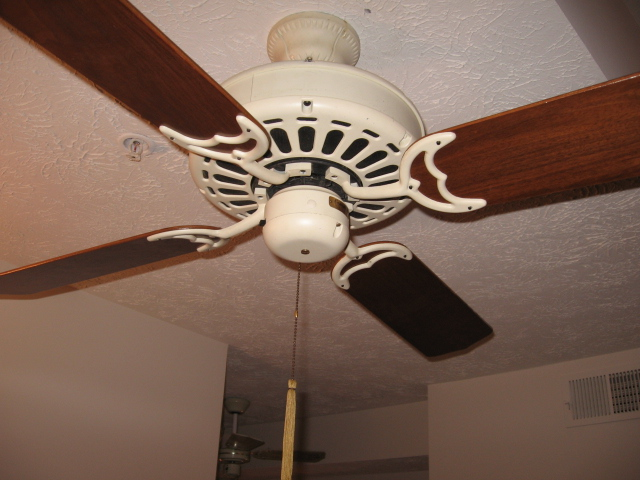
Стельовий вентилятор

 Стельовий вентилятор призначений для примусової вентиляції повітря, використовується переважно в приміщеннях. Влітку прилад полегшує самопочуття людей у спеку, оскільки рух повітря сприяє випарюванню поту та охолодженню тіла людини. Взимку вентилятор вмикається в зворотному напрямку та спрямовує нагріте повітря згори приміщення донизу.
Історично перші стельові вентилятори використовувались у тавернах та готелях. В цей час електродвигуни були відносно дорогими, тому використовувався груповий ремінний привод — від одного двигуна приводилось до руху декілька вентиляторів, зазвичай не більше п'яти. Електродвигун міг бути прикріплений до стелі або будь-якої іншої поверхні навіть за межами будівлі. Максимальна відстань між вентиляторами становить близько 10 метрів.
Стельовий вентилятор має великі за розміром лопатки, оскільки під стелею не використовує корисного простору. Значний діаметр пристрою дає можливість знизити швидкість обертання, що значно знижує шум. Через низьку швидкість вони також надійніші, звичайний термін роботи — 10-20 років.
Турбовентиля́тор — відцентровий або осьовий вентилятор, що його приводить у рух турбіна.

## Робота вентиляторів
Розрізняють паралельну, послідовну і спільну роботу вентиляторів:
Паралельна робота вентиляторів, (англ. paralleled fans, fans in parallel, нім. Parallelarbeit f der Grubenlüfter m) — спільна робота вентиляторів (шахтних), при якій одна частина повітря, необхідного для провітрювання шахти, проходить через один вентилятор, а інша — через інший. В.п.р. збільшує витрати в мережі. Загальна кількість повітря, що подається паралельно працюючими вентиляторами, менше суми їх індивідуальних дебітів.
Послідовна робота вентиляторів, (англ. fans in series, нім. Reihenarbeit f der Grubenlüfter m — спільна робота вентиляторів, при якій вся кількість повітря, необхідного для провітрювання шахти (дільниці), проходить спочатку через один, а потім через інший вентилятор. Використовується для збільшення напору.
Спільна робота вентиляторів, (англ. ventilators` joint work, нім. Zuzammenarbeit f der Grubenlüfter m) — одночасна робота декількох вентиляторів на одну вентиляційну мережу. Використовується у тих випадках, коли робота одного вентилятора при граничних частотах його обертання не забезпечує потрібних витрат та напір у мережі. Розрізняють паралельну, послідовну і комбіновану роботу вентиляторів. При В.с.р. одні вентилятори можуть розташуватися на поверхні, інші — під землею. Як правило, підземні вентилятори призначені для підсилення провітрювання окремих ділянок вентиляційної мережі і називаються допоміжними.
СТІЙКА РОБОТА ВЕНТИЛЯТОРА — робота вентилятора на одному режимі, тобто наявність однієї точки перетину характеристик вентилятора та мережі. Забезпечується при монотонно спадаючих характеристиках вентиляторів.

## Характеристика вентилятора
Крива, що виражає залежність депресії (напору), потужності та коефіцієнта корисної дії від кількості повітря, що проходить через вентилятор при незмінному числі обертів.